# Улица Риволи
Улица Риволи́ (фр. Rue de Rivoli) — одна из самых длинных и известных в Париже, естественное продолжение Елисейских Полей на восток от площади Согласия. Протянулась по правому берегу Сены на три километра параллельно течению реки.
Участок от площади Согласия до Пале-Рояль был проложен на основании наполеоновского указа 1806 года, получив название в память об одной из первых побед императора, под Риволи в январе 1797 года. Южную сторону улицы образуют Лувр и сад Тюильри, северную сторону — растянувшиеся на целую милю аркады лавок и магазинов, которые в архитектурном отношении созвучны зданиям на площади Согласия. Строительство осуществлялось в 1807—1811 годах по плану перепланировки центрального района города Парижа.
Авторами проекта выступили придворные архитекторы Наполеона Бонапарта Ш. Персье и П. Фонтен. Архитектурное решение было новаторским: вместо разрозненных зданий — сплошные аркады, скрывающие торговые лавки и придающие единый облик улице, как и «ленточные французские балконы» и мансардные этажи с высокими скруглёнными кровлями, «образующие непрерывную строгую линию». Считается, что прототипом такого решения послужила архитектура Площади Вогезов. Ранее похожее решение использовали английские архитекторы фирмы «Адельфи» братья Адам для застройки набережной Темзы в Лондоне (1768—1772). В свою очередь архитектор Джон Нэш применил этот опыт при проектировании домов на Риджент-стрит в Лондоне (1810).
Карл X и Луи-Филипп продлили начинание Наполеона далеко на восток, вглубь старинного квартала Маре.
Среди достопримечательностей улицы Риволи — готическая башня Сен-Жак и позолоченная статуя Жанны д’Арк на площади Пирамид. Вблизи находятся музей Лувра, сад Тюильри, здание парижской мэрии и дворец Пале-Рояль. Характерный облик улицы сложился благодаря перестройкам зданий, осуществлённым в 1853—1869 годах бароном Ж. Э. Османом по поручению Наполеона III согласно новому генеральному плану развития города.